# مايكا سولوسود
مايكا سولوسود (Micah Solusod) هو مؤدي أصوات أمريكي ولد في 21 أغسطس 1990 في هاواي.

## أدواره في الأنمي

### مسلسلات أنمي تلفزيونية
- إندكس معينة خاصة بالسحر - توما كاميجو
- إندكس معينة خاصة بالسحر II - توما كاميجو
- رايلغان معينة خاصة بالعلم - توما كاميجو
- سول إيتر - سول إيتر
- بلاسريتر - ماليك ويرنر
- رايدباك - هاروكي هيشيدا
- الغبي والإختبار والوحش المستدعى - غنجي هيراغا
- غيلتي كراون - غاي تسوتسوغامي
- لاست إكسايل: فام ذات الأجنحة الفضية - كلاوس فالكا
- إيوريكا سفن AO - أو فوكاي
- شيكاباني هيمي: أكا - هيروشيغي أوشيجيما
- فايري تايل - ميدنايت
- برج درواغا 〜the Aegis of URUK〜 - جلجامش (أيام الشباب)
- برج درواغا 〜the Sword of URUK〜 - ظل جلجامش
- ليفل E - يوكيتاكا تسوتسوي
- شيكي - تاكامي
- أوكامي-سان و رفاقها السبعة - ليست كيريكي
- ون بيس - كوبي (المراهق)
- سبيس داندي - بي
- ساندز أوف ديستراكشن - ريفي أشيرا
- دي جرايمان - كيه
- داركر ذان بلاك: جوزاء النيزك - نيكا
- الرمية الكبرى - تاكاشيما
- يورمنغاند - جوناثان مار
- يورمنغاند PERFECT ORDER - جوناثان مار
- شاكوغان نو شانا II - سوراث
- شاكوغان نو شانا III(فاينل) - فرنسوا أوريك
- بيردي الخارقة ديكود - تسوتومو سنكاوا
- بيردي الخارقة ديكود:02 - تسوتومو سنكاوا
- كود:بريكر - ريه أوغامي
- نوراغامي - يوكيني
- بينغ بونغ - ماكوتو تسوكيموتو/سمايل
- طوكيو غول - سيدو تاكيزاوا
- هجوم العمالقة - بوريس فويلنر
- سايكوباس - يويتشي توكيتو
- فري! Eternal Summer - كازوكي مينامي
- أكاديميتي للأبطال - بست جينيست

### أوفا أنمي
- تسوباسا طوكيو ريفيليشن - كاموي، سوبارو

### أفلام أنمي
- أطفال الذئب - أمي
- فيلم خيميائي الفولاذ: نجم ميلوس المقدس - آشلي كرايتون (أيام الشباب)
- فافنر في السماء الزرقاء HEAVEN AND EARTH - كازوكي ماكابي
- ون بيس فيلم Z - كوبي
- دراغون بول Z: صحوة "F" - تاغوما

## وصلات خارجية
- مايكا سولوسود على موقع IMDb (الإنجليزية)
- مايكا سولوسود على موقع ANN person (الإنجليزية)